# ビル・フィッチ
ビリー・チャールズ・フィッチ (Billy Charles Fitch, 1932年5月19日 - 2022年2月2日) は、アメリカ合衆国のバスケットボールの指導者。アイオワ州ダベンポート出身。アメリカ男子プロバスケットボールリーグNBAでクリーブランド・キャバリアーズ、ボストン・セルティックスなどのヘッドコーチを務め、NBA通算で、レギュラーシーズンでは2,050試合を指揮し、944勝1106敗、プレイオフは109試合55勝54敗。1981年ボストン・セルティックスでNBA優勝を果たし、1976年クリーブランド・キャバリアーズで、1980年ボストン・セルティックスで最優秀コーチ賞を受賞している。

## 経歴
1970年プロのヘッドコーチキャリアをクリーブランド・キャバリアーズでスタートした。その後、NBAの数チームで、ヘッドコーチを務め、1981年ボストン・セルティックスでNBA優勝を果たし、1976年クリーブランド・キャバリアーズで、1980年ボストン・セルティックスで最優秀コーチ賞を受賞している。